# Álarcos énekes (harmadik évad)
Az Álarcos Énekes című zenés show-műsor harmadik évada 2021. szeptember 5-én vette kezdetét az RTL-en.
2021. augusztus 12-én jelentették be, hogy 2021 őszén visszatér az Álarcos énekes. Ekkor jelent meg egy rövid előzetes, amelyben az első öt maszk (Cápa, Csacsi, Lovag, Kacsa és Róka) már látható volt.
A műsorvezető változatlanul Istenes Bence volt, azonban négy új nyomozó csatlakozott a műsorhoz, amíg a négy korábbi nyomozó nem tért vissza az évadba. Az új nyomozók Szabó Zsófi, Szandi, Nagy Ervin és Fluor Tomi voltak.
Az Álarc Mögött című háttérműsort Szomjas Dzsenifer (Lady Szomjas) vezette.

## Nyomozók
2021. augusztus 16-án vált hivatalossá, hogy a harmadik évadban új nyomozók lesznek jelen.

### Állandó nyomozók
- Fluor Tomi – rapper, a második évad első kiesője a Süti jelmezben.
- Nagy Ervin – Jászai Mari-díjas színész, az első évad második helyezettje a Robot jelmezben, a második évad egyik vendégnyomozója.
- Szabó Zsófi – műsorvezető, Az álarc mögött első évadának műsorvezetője.
- Szandi – kétszeres EMeRTon-díjas énekesnő.

### Vendégnyomozók
| Adás    | Vendégnyomozó |
| ------- | ------------- |
| 7. adás | Miller Dávid  |
| 8. adás | Járai Máté    |
| 9. adás | Tokár Tamás   |

## Újítások
A műsor formátuma alapvetően a dél-koreai King of Mask Singer című műsoron alapszik. Ebben az évadban különböző újítások voltak, köztük egy olyan, amit Magyarországon vezettek be a világon először: az egyes nyomozók az úgynevezett szuperkártya felhasználásával egy-egy versenyzőt az adások bármely pontján leleplezhettek. Sikeres találat esetén a versenyző helyét egy új versenyző vette át, sikertelen találat esetén azonban az eredeti karakter folytatta a versenyt, és a szabadkártyát felhasználó nyomozó „büntetésben” részesült. 2021. augusztus 16-án bejelentették, hogy a magyarországi Álarcos énekes történetében először két maszk (a Lovag és a Csacsi) együtt, duettben vesz részt a műsorban.

## Eredmények
Nyertes

      Második helyezett

      Harmadik helyezett

 ✔  A versenyző párbajgyőztesként automatikusan továbbjutott

 ✔  A versenyzőt a nyomozók juttatták tovább

 ✘  A versenyző kiesett és levette az álarcát

 ✘  A versenyzőnél felhasználták a szuperkártyát, és levette az álarcát

      A versenyző nem szerepelt az epizódban
| #   | Álarc           | Versenyző          | Foglalkozás                   | Epizódok | Epizódok | Epizódok | Epizódok | Epizódok | Epizódok | Epizódok | Epizódok | Epizódok | Epizódok |
| #   | Álarc           | Versenyző          | Foglalkozás                   | 1.       | 2.       | 3.       | 4.       | 5.       | 6.       | 7.       | 8.       | 9.       | 10.      |
| --- | --------------- | ------------------ | ----------------------------- | -------- | -------- | -------- | -------- | -------- | -------- | -------- | -------- | -------- | -------- |
| 1.  | Kaméleon        | Vastag Tamás       | énekes, színész               | ✔        |          |          | ✔        |          | ✔        | ✔        | ✔        | ✔        | 1.       |
| 2.  | Víziló          | Cserpes Laura      | énekesnő, színésznő           |          |          |          | ✔        |          | ✔        | ✔        | ✔        | ✔        | 2.       |
| 3.  | Cápa            | Szabó Kimmel Tamás | színész, TV-s műsorvezető     | ✔        |          | ✔        |          |          | ✔        | ✔        | ✔        | ✔        | 3.       |
| 4.  | Lovag és Csacsi | Gryllus Dorka      | színésznő                     |          | ✔        | ✔        |          | ✔        |          | ✔        | ✔        | ✘        | ✘        |
| 4.  | Lovag és Csacsi | Simon Kornél       | színész                       |          | ✔        | ✔        |          | ✔        |          | ✔        | ✔        | ✘        | ✘        |
| 5.  | Automata        | Csobot Adél        | énekesnő                      |          |          |          |          |          |          | ✔        | ✘        | ✘        | ✘        |
| 6.  | Szarvas         | Zámbó Krisztián    | énekes                        | ✔        |          |          | ✔        | ✔        |          | ✘        | ✘        | ✘        | ✘        |
| 6.  | Gorilla         | Lotfi Begi         | zenész                        |          | ✔        | ✔        |          | ✔        |          | ✘        | ✘        | ✘        | ✘        |
| 8.  | Kacsa           | Kiszel Tünde       | fotómodell                    |          | ✔        | ✔        |          |          | ✘        | ✘        | ✘        | ✘        | ✘        |
| 8.  | Holdjáró        | Nádai Anikó        | reality-szereplő              |          | ✔        |          | ✔        | ✘        | ✘        | ✘        | ✘        | ✘        | ✘        |
| 10. | Zombi           | Szulák Andrea      | énekesnő, színésznő           |          | ✔        |          | ✘        | ✘        | ✘        | ✘        | ✘        | ✘        | ✘        |
| 10. | Katica          | Nótár Mary         | énekesnő, dalszerző           | ✔        |          |          | ✘        | ✘        | ✘        | ✘        | ✘        | ✘        | ✘        |
| 10. | Zsiráf          | Halastyák Fanni    | rapper, dalszerző, influencer | ✔        |          | ✘        | ✘        | ✘        | ✘        | ✘        | ✘        | ✘        | ✘        |
| 13. | Csiga           | Kovács Ágnes       | visszavonult úszónő           |          | ✘        | ✘        | ✘        | ✘        | ✘        | ✘        | ✘        | ✘        | ✘        |
| 13. | Róka            | Szabados Ágnes     | TV-s műsorvezető, blogger     | ✘        | ✘        | ✘        | ✘        | ✘        | ✘        | ✘        | ✘        | ✘        | ✘        |
| 13. | Eperke          | Fekete Pákó        | reality-szereplő, énekes      | ✘        | ✘        | ✘        | ✘        | ✘        | ✘        | ✘        | ✘        | ✘        | ✘        |

## Epizódok

### 1. epizód (szeptember 5.)
| #         | Álarc     | Dal                                         | Személyazonosság | Eredmény     |
| 1. párbaj | 1. párbaj | 1. párbaj                                   | 1. párbaj        | 1. párbaj    |
| --------- | --------- | ------------------------------------------- | ---------------- | ------------ |
| 1         | Cápa      | Jóbarát (Aladdin)                           | nem ismert       | Nyert        |
| 2         | Róka      | Crazy In Love (Beyoncé)                     | Szabados Ágnes   | Kiesett      |
| 2. párbaj |           |                                             |                  |              |
| 3         | Zsiráf    | Végem (Opitz Barbi)                         | nem ismert       | Továbbjutott |
| 4         | Katica    | Üres szívek (Nemazalány x Sofi)             | nem ismert       | Nyert        |
| 3. párbaj |           |                                             |                  |              |
| 5         | Eperke    | Iko Iko (Justin Wellington feat. Small Jam) | Fekete Pákó      | Kiesett      |
| 6         | Kaméleon  | Uprising (Muse)                             | nem ismert       | Továbbjutott |
| 7         | Szarvas   | Earth Song (Michael Jackson)                | nem ismert       | Nyert        |

### 2. epizód (szeptember 12.)
| #         | Álarc           | Dal                                              | Személyazonosság | Eredmény     |
| 1. párbaj | 1. párbaj       | 1. párbaj                                        | 1. párbaj        | 1. párbaj    |
| --------- | --------------- | ------------------------------------------------ | ---------------- | ------------ |
| 1         | Holdjáró        | Nincs nő, nincs sírás (Sub Bass Monster)         | nem ismert       | Továbbjutott |
| 2         | Zombi           | Time to say Goodbye (Andrea Bocelli)             | nem ismert       | Nyert        |
| 2. párbaj |                 |                                                  |                  |              |
| 3         | Csiga           | Nem csak a húszéveseké a világ (Aradszky László) | Kovács Ágnes     | Kiesett      |
| 4         | Kacsa           | Csiripelő madarak (Záray Márta és Vámosi János)  | nem ismert       | Nyert        |
| 3. párbaj |                 |                                                  |                  |              |
| 5         | Gorilla         | Megmondtam (T. Danny)                            | nem ismert       | Nyert        |
| 6         | Lovag és Csacsi | Backstage Romance (Moulin Rouge Musical)         | nem ismert       | Továbbjutott |

### 3. epizód (szeptember 19.)
| #         | Álarc           | Dal                                     | Személyazonosság | Eredmény     |
| 1. párbaj | 1. párbaj       | 1. párbaj                               | 1. párbaj        | 1. párbaj    |
| --------- | --------------- | --------------------------------------- | ---------------- | ------------ |
| 1         | Gorilla         | Another One Bites the Dust (Queen)      | nem ismert       | Nyert        |
| 2         | Kacsa           | A pancsoló kisgyerek (Kovács Eszti)     | nem ismert       | Továbbjutott |
| 2. párbaj |                 |                                         |                  |              |
| 3         | Zsiráf          | Mennyország tourist (Tankcsapda)        | Nemazalány       | Kiesett      |
| 4         | Lovag és Csacsi | Ez annyira Te (Kasza Tibi ft. Dér Heni) | nem ismert       | Nyert        |
| 5         | Cápa            | Apuveddmeg (Wellhello)                  | nem ismert       | Továbbjutott |

### 4. epizód (szeptember 26.)
| #         | Álarc     | Dal                                                | Személyazonosság | Eredmény     |
| 1. párbaj | 1. párbaj | 1. párbaj                                          | 1. párbaj        | 1. párbaj    |
| --------- | --------- | -------------------------------------------------- | ---------------- | ------------ |
| 1         | Szarvas   | Believe (Cher)                                     | nem ismert       | Továbbjutott |
| 2         | Holdjáró  | Júlia nem akar a földön járni (Napoleon Boulevard) | nem ismert       | Nyert        |
| 2. párbaj |           |                                                    |                  |              |
| 3         | Zombi     | Kicsi lány (Manuel)                                | Szulák Andrea    | Kiesett      |
| 4         | Katica    | Jég dupla whiskyvel (Charlie)                      | Nótár Mary       | Kiesett      |
| 5         | Víziló    | Budán vagy Pesten (Bruno és Spacc)                 | nem ismert       | Nyert        |
| 6         | Kaméleon  | Pop (NSYNC)                                        | nem ismert       | Továbbjutott |

### 5. epizód (október 3.)
| #         | Álarc           | Dal                                      | Személyazonosság | Eredmény     |
| 1. párbaj | 1. párbaj       | 1. párbaj                                | 1. párbaj        | 1. párbaj    |
| --------- | --------------- | ---------------------------------------- | ---------------- | ------------ |
| 1         | Szarvas         | The Greatest Show (A legnagyobb showman) | nem ismert       | Nyert        |
| 2         | Holdjáró        | Hung Up (Madonna)                        | Nádai Anikó      | Kiesett      |
| 2. párbaj |                 |                                          |                  |              |
| 3         | Gorilla         | Beggin (Madcon - Måneskin cover)         | nem ismert       | Nyert        |
| 4         | Lovag és Csacsi | You're the One That I Want (Grease)      | nem ismert       | Továbbjutott |

### 6. epizód (október 10.)
| #         | Álarc     | Dal                                                           | Személyazonosság | Eredmény     |
| 1. párbaj | 1. párbaj | 1. párbaj                                                     | 1. párbaj        | 1. párbaj    |
| --------- | --------- | ------------------------------------------------------------- | ---------------- | ------------ |
| 1         | Víziló    | Blinding Lights (The Weeknd)                                  | nem ismert       | Nyert        |
| 2         | Kacsa     | Not Gonna Get Us (t.A.T.u.)                                   | Kiszel Tünde     | Kiesett      |
| 2. párbaj |           |                                                               |                  |              |
| 3         | Kaméleon  | When the Rain Begins to Fall (Pia Zadora és Jermaine Jackson) | nem ismert       | Továbbjutott |
| 4         | Cápa      | Sehol se talállak (Quimby)                                    | nem ismert       | Nyert        |

### 7. epizód (október 17.)
| #         | Álarc           | Dal                               | Személyazonosság | Eredmény     |
| 1. párbaj | 1. párbaj       | 1. párbaj                         | 1. párbaj        | 1. párbaj    |
| --------- | --------------- | --------------------------------- | ---------------- | ------------ |
| 1         | Kaméleon        | Love Runs Out (OneRepublic)       | nem ismert       | Nyert        |
| 2         | Gorilla         | Ice Ice Baby (Vanilla Ice)        | Lotfi Begi       | Kiesett      |
| 3         | Automata        | Blah Blah Blah (Armin van Buuren) | nem ismert       | Továbbjutott |
| 2. párbaj |                 |                                   |                  |              |
| 4         | Cápa            | BLÖFF (AK26)                      | nem ismert       | Nyert        |
| 5         | Szarvas         | Caruso (Lara Fabian)              | Zámbó Krisztián  | Kiesett      |
| 3. párbaj |                 |                                   |                  |              |
| 6         | Lovag és Csacsi | I’m A Believer (Smash Mouth)      | nem ismert       | Nyert        |
| 7         | Víziló          | Rock and roller (Kovács Kati)     | nem ismert       | Továbbjutott |

### 8. epizód (október 24.)
| #         | Álarc           | Dal                                    | Személyazonosság | Eredmény     |
| 1. párbaj | 1. párbaj       | 1. párbaj                              | 1. párbaj        | 1. párbaj    |
| --------- | --------------- | -------------------------------------- | ---------------- | ------------ |
| 1         | Víziló          | Emlékszem (vagy…) (ByeAlex és a Slepp) | nem ismert       | Továbbjutott |
| 2         | Cápa            | Azt mondtad (Dánielfy Gergely)         | nem ismert       | Nyert        |
| 2. párbaj |                 |                                        |                  |              |
| 3         | Lovag és Csacsi | Valami van a levegőben (Halott Pénz)   | nem ismert       | Továbbjutott |
| 4         | Automata        | Szerelmes Vagyok (Bëlga)               | Csobot Adél      | Kiesett      |
| 5         | Kaméleon        | Shallow (Lady Gaga, Bradley Cooper)    | nem ismert       | Nyert        |

### 9. epizód – elődöntő (október 31.)
| #         | Álarc           | Dal                                 | Személyazonosság              | Eredmény     |
| 1. párbaj | 1. párbaj       | 1. párbaj                           | 1. párbaj                     | 1. párbaj    |
| --------- | --------------- | ----------------------------------- | ----------------------------- | ------------ |
| 1         | Lovag és Csacsi | Sowieso (Mark Forster)              | Gryllus Dorka és Simon Kornél | Kiesett      |
| 2         | Cápa            | Before You Go (Lewis Capaldi)       | nem ismert                    | Nyert        |
| 2. párbaj |                 |                                     |                               |              |
| 3         | Víziló          | STAY (The Kid LAROI, Justin Bieber) | nem ismert                    | Nyert        |
| 4         | Kaméleon        | Zitti E Buoni (Måneskin)            | nem ismert                    | Továbbjutott |

### 10. epizód – Döntő (november 1.)
| #      | Álarc    | Dal                                                       | Személyazonosság   | Eredmény     |
| 1. kör | 1. kör   | 1. kör                                                    | 1. kör             | 1. kör       |
| ------ | -------- | --------------------------------------------------------- | ------------------ | ------------ |
| 1      | Víziló   | Visz a vérem (VALMAR ft. Bruno x Spacc vs Manuel)         | nem ismert         | Továbbjutott |
| 2      | Kaméleon | Warriors (Imagine Dragons)                                | nem ismert         | Továbbjutott |
| 3      | Cápa     | Lekapcsolom a villanyt (Common Vibe x Várkonyi Csibészek) | Szabó Kimmel Tamás | 3. helyezett |
| 2. kör |          |                                                           |                    |              |
| 4      | Kaméleon | The Sound Of Silence (Disturbed)                          | Vastag Tamás       | Győztes      |
| 5      | Víziló   | Always Remember Us This Way (Lady Gaga)                   | Cserpes Laura      | 2. helyezett |

## Nézettség
A +4-es adatok a teljes lakosságra, a 18–59-es adatok a célközönségre vonatkoznak. A táblázat csak az RTL által főműsoridőben sugárzott adások adatait mutatja.
| Epizód | Dátum                | Idősáv         | Teljes lakosság (+4) | Teljes lakosság (+4) | Teljes lakosság (+4) | Célközönség (18–59) | Célközönség (18–59) | Célközönség (18–59) | Forrás |
| Epizód | Dátum                | Idősáv         | AMR (fő)             | SHR (%)              | Heti helyezés        | AMR (fő)            | SHR (%)             | Heti helyezés       | Forrás |
| ------ | -------------------- | -------------- | -------------------- | -------------------- | -------------------- | ------------------- | ------------------- | ------------------- | ------ |
| 1.     | 2021. szeptember 5.  | vasárnap 19:00 | 659 661              | 16,5                 | 4.                   | 332 686             | 17,2                | 4.                  | [ 5 ]  |
| 2.     | 2021. szeptember 12. | vasárnap 19:00 | 643 462              | 15,8                 | 4.                   | 351 597             | 17,1                | 4.                  | [ 6 ]  |
| 3.     | 2021. szeptember 19. | vasárnap 19:00 | 642 877              | 14,6                 | 6.                   | 358 676             | 15,4                | 4.                  | [ 7 ]  |
| 4.     | 2021. szeptember 26. | vasárnap 19:00 | 628 928              | 14,7                 | 8.                   | 350 042             | 15,7                | 4.                  | [ 8 ]  |
| 5.     | 2021. október 3.     | vasárnap 19:00 | 636 174              | 14,9                 | 8.                   | 335 923             | 15,2                | 4.                  | [ 9 ]  |
| 6.     | 2021. október 10.    | vasárnap 19:00 | 736 112              | 15,7                 | 6.                   | 387 213             | 15,9                | 3.                  | [ 10 ] |
| 7.     | 2021. október 17.    | vasárnap 19:00 | 662 294              | 15,4                 | 10.                  | 342 702             | 15,1                | 4.                  | [ 11 ] |
| 8.     | 2021. október 24.    | vasárnap 19:00 | 626 316              | 14,0                 | 8.                   | 316 713             | 13,7                | 6.                  | [ 12 ] |
| 9.     | 2021. október 31.    | vasárnap 19:00 | 680 612              | 15,5                 | 8.                   | 340 779             | 14,8                | 5.                  | [ 13 ] |
| 10.    | 2021. november 1.    | hétfő 19:00    | 1 024 285            | 23,1                 | 1.                   | 547 966             | 23,3                | 2.                  | [ 14 ] |